# Daniel Chavarría
Pour les articles homonymes, voir Chavarria.
Daniel Edmundo Chavarría Bastélica, né le 23 novembre 1933 à San José de Mayo en Uruguay et mort le 6 avril 2018 à La Havane à Cuba, est un écrivain et universitaire cubain, de langue espagnole.

## Biographie
Daniel Chavarría réside à Cuba à partir de 1969.
Maîtrisant cinq langues, il travaille de 1975 à 1986 comme traducteur de littérature allemande. Il est ensuite nommé professeur de latin, de grec et de littérature classique à l'université de La Havane. Il est l'auteur de nombreux articles littéraires et politiques.
En littérature, il touche trois genres romanesques : le roman historique, le roman picaresque et, surtout, le roman policier. Trois de ses douze romans ont été écrits en collaboration avec Justo Vasco.
Plusieurs prix lui ont été décernés, dont le Premio Hammett pour Un thé en Amazonie (Allá ellos, 1991), et le Prix Casa de las Américas pour Le Rouge sur la plume du perroquet (El rojo en la pluma del loro, 2001).
Il reçoit le Prix national de littérature de Cuba en 2010 pour l'ensemble de son œuvre.

## Œuvres

### Romans
- Joy (1978)
- Completo Camagüey (1983), coécrit avec Justo Vasco
- La Sexta isla (1984) Publié en français sous le titre La Sixième Île, Paris, Payot & Rivages, coll. « Rivages/Thriller », 2004 ; réédition, Paris, coll. « Rivages/Noir » no 896, 2013  (ISBN 978-2-7436-2441-5)
- Primero muerto (1986), coécrit avec Justo Vasco
- Allá ellos (1991) Publié en français sous le titre Un thé en Amazonie, Paris, Payot & Rivages, coll. « Rivages/Thriller », 1996 ; réédition, Paris, coll. « Rivages/Noir » no 302, 1998  (ISBN 978-2-7436-3667-8)
- El ojo de Cibeles (1993) (autre titre El ojo Dindymenio) Publié en français sous le titre L’Œil de Cybèle, Paris, Payot & Rivages, coll. « Rivages/Thriller », 1997 ; réédition, Paris, coll. « Rivages/Noir » no 378, 2000  (ISBN 2-7436-0728-9)
- Adiós muchachos (1994) Publié en français sous le titre Adiós muchachos, Paris, Payot & Rivages, coll. « Rivages/Noir » no 269, 1997  (ISBN 2-7436-0198-1)
- Contracandela (1994), coécrit avec Justo Vasco Publié en français sous le titre Boomerang, Paris, coll. « Rivages/Noir » no 322, 1999  (ISBN 2-7436-0481-6)
- Aquel año en Madrid (1998), roman autobiographique Publié en français sous le titre Madrid, cette année-là, Paris, Payot & Rivages, coll. « Littérature étrangère », 1999 ; réédition, Paris, Payot & Rivages, coll. « Bibliothèque étrangère » no 341, 2001  (ISBN 2-7436-0798-X)
- El rojo en la pluma del loro (2001) Publié en français sous le titre Le Rouge sur la plume du perroquet, coll. « Rivages/Thriller », 2003 ; réédition, Paris, coll. « Rivages/Noir » no 561, 2005  (ISBN 2-7436-1400-5)
- Viudas de sangre (2004)
- Una pica en Flandes (2004)
- Príapos ó Lo que dura dura (2005)
- La piedra de rapé (2013)
- Yo soy el Rufo y no me rindo (2013), biographie romancée de Raúl Sendic
- El último room service (2017)

### Autres publications
- Y el mundo sigue andando (2009), mémoires
- El aguacate y la virtud (2010)
- Cuentos para ser oídos (2012)

## Adaptation en bande dessinée
- Adiós muchachos, adaptation par Matz, d'après le roman éponyme ; dessin par Paolo Bacilieri ; couleurs par Romain Trystram, Paris, Casterman / Payot & Rivages, coll. « Rivages-Casterman-noir », 2011  (ISBN 978-2-203-03346-7)